# Trichillinus mirei
Trichillinus mirei is een keversoort uit de familie van de loopkevers (Carabidae). De wetenschappelijke naam van de soort is voor werd eerst geldig gepubliceerd in 1980 door Stefano Ludovico Straneo.